# Onthophagus laevidorsis
Onthophagus laevidorsis là một loài bọ cánh cứng trong họ Bọ hung (Scarabaeidae).